# Anton Łopatin
Anton Iwanowicz Łopatin (ros. Антон Иванович Лопатин, ur. 6 stycznia?/18 stycznia 1897 w Kamiennoj w guberni grodzieńskiej, zm. 9 kwietnia 1965 w Moskwie) – radziecki wojskowy narodowości białoruskiej, generał porucznik, Bohater Związku Radzieckiego.

## Życiorys
Urodził się we wsi Kamenka w obwodzie brzeskim, w rodzinie chłopskiej.
W 1916 roku powołany do armii rosyjskiej wziął udział w I wojnie światowej, jako szeregowy. Walczył na Froncie Południowo-Zachodnim.
W 1918 roku wstąpił do Armii Czerwonej, brał udział w wojnie domowej. Służył w 1 Armii Konnej. Brał udział w walkach na Froncie Południowym przeciwko wojskom gen. Wrangla i gen. Denikina, a na Froncie Zachodnim uczestniczył w wojnie polsko-bolszewickiej. W tym czasie był zastępcą dowódcy plutonu, szwadronu i dowódcą szwadronu.
Po zakończeniu wojny domowej był kolejno zastępcą dowódcy plutonu, szwadronu, dowódcą szkoły pułkowej, zastępcą dowódcy pułku ds. kwatermistrzoskich. W tym czasie w 1925 i 1927 roku ukończył kursy dowódców w Leningradzkiej Szkole Kawalerii oraz wyższy kurs dowódców w tej samej szkole w 1929 roku.
W listopadzie 1931 roku został dowódcą pułku kawalerii, a w lipcu 1937 roku został dowódcą 6 Dywizji Kawalerii. Od września 1938 roku był wykładowcą taktyki kawalerii na wyższych kursach kawalerii Armii Czerwonej. W lipcu 1939 roku został inspektorem kawalerii w Zabajkalskim Okręgu Wojskowym, a od czerwca 1940 roku został zastępcą dowódcy 15 Armii.
Od listopada 1940 roku był dowódcą 31 Korpusu Strzeleckiego w Kijowskim Samodzielnym Okręgu Wojskowym. Funkcję tę pełnił do ataku Niemiec na ZSRR, biorąc udział jako jego dowódca w walkach w rejonach przygranicza, obronie Kijowa i w walkach pod Łuckiem.
W końcu października 1941 roku został dowódcą 37 Armii i jako jej dowódca wziął udział w kontrnatarciu pod Rostowem Frontu Południowego. Armia ta wyparła wojska niemieckie z Rostowa nad Donem.
W czerwcu 1942 roku został dowódcą 9 Armii, która broniła obszaru Donbasu, jednak już w sierpniu 1942 roku został dowódcą 62 Armii, którą dowodził w początkowym okresie bitwy stalingradzkiej. Usunięty z tego stanowiska, za wycofanie armii i nie powiadomienie o tym dowódcy frontu, we wrześniu 1942 roku.
Następnie pozostawał w dyspozycji Sztabu Generalnego Armii Czerwonej, a w październiku 1942 roku został dowódcą 11 Armii na Froncie Północno-Zachodnim. W marcu 1943 roku został dowódcą 11 Armii i uczestniczył w walkach w rejonie Starej Russi. We wrześniu 1943 roku został dowódcą 20 Armii. Odwołany z tego stanowiska od stycznia do czerwca 1944 roku był zastępcą dowódcy 43 Armii.
W czerwcu 1944 roku na własną prośbę został dowódcą 13 Gwardyjskiego Korpusu Strzeleckiego i dowodził tym korpusem do końca wojny. Brał udział w walkach na terenie republik nadbałtyckich i na terenie Prus Wschodnich. Brał udział w zdobyciu Królewca. Za umiejętne dowodzenie korpusem i osobistą odwagę w czasie szturmu Królewca w dniu 19 kwietnia 1945 roku został wyróżniony tytułem Bohatera Związku Radzieckiego.
W lipcu 1945 roku został dowódcą 2 Korpusu Strzeleckiego w składzie 36 Armii Frontu Zabajkalskiego, którym dowodził w czasie operacji kwantuńskiej.
Po zakończeniu wojny dowodził 2 Korpusem Strzeleckim do 1946 roku, a następnie studiował w Akademii Wojskowej im. Woroszyłowa. Po ukończeniu akademii został zastępcą dowódcy 7 Gwardyjskiej Armii Zabajkalskiego Okręgu Wojskowego. W kwietniu 1947 roku został dowódcą 13 Korpusu Strzeleckiego, a od września 1947 roku był zastępcą dowódcy Zabajkalskiego Okręgu Wojskowego. W lipcu 1949 roku został dowódcą 9 Gwardyjskiego Korpusu Strzeleckiego w Białoruskim Okręgu Wojskowym. W 1954 roku został przeniesiony do rezerwy.
Zmarł w Moskwie, pochowany został na cmentarzu Nowodziewiczym.

## Awanse
- generał major (6 kwietnia 1940);
- generał porucznik (27 marca 1942).

## Odznaczenia
- Złota Gwiazda Bohatera Związku Radzieckiego
- Order Lenina (trzykrotnie)
- Order Czerwonego Sztandaru (trzykrotnie)
- Order Kutuzowa I klasy (dwukrotnie)
- Order Czerwonej Gwiazdy